# 守口市立樟風中学校
守口市立樟風中学校（もりぐちしりつ しょうふう ちゅうがっこう）は、大阪府守口市西郷通にある公立中学校。

## 沿革
- 2015年(平成27年)4月1日 - 守口市立第二中学校及び守口市立第四中学校を統合して開校。

## 特徴
民族学級が設置されている。

## 通学区域
- 守口市立寺方南小学校及び守口市立さくら小学校の通学区域[2]。